# Андреа
Андреа — чоловіче та жіноче ім'я.
- Андреа — болгарська співачка
- Андреа Аматі — італійський скрипковий майстер
- Андреа Аппіані — італійський художник
- Андреа Бальдіні — італійський фехтувальник
- Андреа Барцальї — італійський футболіст
- Андреа Беллі — мальтійський архітектор і бізнесмен
- Андреа Берг — німецька співачка
- Андреа Боаттіні — італійський астроном
- Андреа Бономі — італійський футболіст
- Андреа Бочеллі — італійський співак
- Андреа дель Верроккйо — італійський скульптор
- Андреа Габрієлі — італійський композитор
- Андреа Гласс — німецька тенісистка
- Андреа ван ден Гурк — нідерландська тенісистка
- Андреа Дворкін — американська феміністка і письменниця
- Андреа Демирович — чорногорська співачка
- Андреа Доріа — генуезький адмірал
- Андреа Довіціозо — італійський мотогонщик
- Андреа Дьярматі — угорська плавчиня
- Андрея Ехрітт-Ванк — румунська тенісистка
- Андреа Єйтс — американська жінка, вбивця своїх п'яти дітей
- Андреа Єйгер — американська тенісистка
- Андреа Каміллері — італійський письменник
- Андреа Казірагі — член панівної родини Монако
- Андреа Лібман — канадська акторка
- Андреа Лукезі —  італійський композитор
- Андреа Мантенья — італійський художник
- Андре Массена — французький війсковий діяч, Маршал Франції
- Андреа Мелдолла — венеційський художник
- Андреа Мурез — ізраїльська плавчиня
- Андреа Палладіо — італійський архітектор
- Андреа Петкович — німецька тенісистка
- Андреа Пірло — італійський футболіст
- Андреа Пізано — Італійський скульптор і архітектор
- Андреа Радукан — румунська гімнастка
- Андреа Райзборо — британська акторка
- Андреа дель Сарто — італійський художник
- Андреа Соларіо — італійський художник
- Андреа Темешварі — угорська тенісистка
- Андреа Томпсон — американська акторка
- Андреа Тот — угорська ватерполістка
- Андреа Юнг — CEO компанії Avon Products
- Андреа Янноне — італійський мотогонщик